# Tetragonopterus
Tetragonopterus es un género de peces de la familia Characidae y del orden de los Characiformes.

## Especies
- Tetragonopterus anostomus (G. S. C. Silva & Benine, 2011)[1]
- Tetragonopterus argenteus (G. Cuvier, 1816)[1]
- Tetragonopterus carvalhoi (B. F. de Melo, Benine, Mariguela & C. de Oliveira, 2011)[1]
- Tetragonopterus chalceus (Spix & Agassiz, 1829)[1]
- Tetragonopterus rarus (Zarske, Géry & Isbrücker, 2004)[1]
- Tetragonopterus signatus (Burmeister, 1861)[1]
- Tetragonoderus flavovittatus
- Tetragonopterus agassizii
- Tetragonopterus anomalus
- Tetragonopterus artedii
- Tetragonopterus astictus
- Tetragonopterus branickii
- Tetragonopterus fischeri
- Tetragonopterus fuscoauratus
- Tetragonopterus gibbicervix
- Tetragonopterus gibbosus
- Tetragonopterus huberi
- Tetragonopterus lemniscatus
- Tetragonopterus microstoma
- Tetragonopterus ortonii
- Tetragonopterus paucidens
- Tetragonopterus rhomboidalis
- Tetragonopterus riveti
- Tetragonopterus santaremensis
- Tetragonopterus sardina
- Tetragonopterus sawa
- Tetragonopterus trinitatis